# Rairok
Rairok (Rairōk en marshallais) est une ville des Îles Marshall, voisine directe de la capitale Delap-Uliga-Darrit, sur l'atoll de Majuro dont elle surplombe la baie intérieure.
En 2009, la ville avait une population de 6 390 habitants. On y trouve une école, une petite mercerie, une église, un arrêt de bus, ainsi que l'aéroport international des îles Marshall.